# Institut national des arts de Kinshasa
L'Institut national des arts de Kinshasa (INA) est un établissement de l’enseignement supérieur technique. Créé le 1er décembre 1967 sous la dénomination de « Conservatoire National de Musique et d’Art Dramatique », l’Institut National des Arts (INA) a d’abord été intégré à l’Université Nationale du Zaïre (UNAZA), en 1974, et ensuite à l’Enseignement Supérieur et Universitaire après l’abandon du système « Université nationale » en 1981.
Institution publique de l’Enseignement Supérieur Universitaire  Congolais, à vocation régionale dès sa création, l’INA reçoit 1000 à 1500 étudiants par année académique. Il dispose d’un corps enseignant de plus de cent unités, parmi lesquels une vingtaine  de professeurs (docteurs à thèse). C’est l’une des très rares sinon l’unique institution d’enseignement technique du domaine des arts du spectacle – c’est-à-dire : musique, théâtre, danse – dans notre sous-région. 
L’Institut National des Arts de Kinshasa a pour missions :
-           de former des techniciens de haut niveau dans les domaines de la Musique, de l’Art Dramatique et de l’Entreprenariat Culturel ; 
-           de mener des recherches dans les traditions africaines en vue promouvoir le patrimoine culturel congolais et africain.
L’INA est placé sous la tutelle du Ministère de l’Enseignement Supérieur et Universitaire et appartient au Réseau des établissements d’enseignement des arts et de la culture, il est piloté par le Conseil d’Administration des Instituts Supérieurs Techniques, Artistiques et Technologiques (CAISTAT).
L’Institut National des Arts, comme leader dans le domaine de l’enseignement de la Musique, de l’Art Dramatique et de l’Entreprenariat culturel, est doté d’un Centre de Recherche en Arts du spectacle, dénommé « Centre d’Études et de Diffusion des Arts » (CEDAR) et d’une école d’application dénommée ‘‘Institut des Arts du Spectacle’’ (INAS) qui est rattachée à l’INA et qui forme des jeunes talents au niveau secondaire (baccalauréat) en Musique et en Art Dramatique. Elle constitue pour ainsi dire la pépinière de l’INA.
La Section Musique dispose des options suivantes : 
-             Interprétation et éducation musicale ;
-             Musicologie ; 
-             Composition et arrangement d’orchestre ;
-             Ingénierie du son et business de la musique ;  
-             Rumba congolaise. 
La Section Arts Dramatiques organise les options ci-après :
-            Interprétation dramatique ; 
-            Danse et chorégraphie ;
-            Mise en scène ;
-            Réalisation Ciné-Tv.
La Section Management du développement et médiations culturelles organise les options : 
-            Culture et Développement socioéconomique ;
-            Développement des Entreprises Culturelles et des Loisirs ;
-            Diplomatie Culturelle.

Le Centre d’Études et de Diffusion des Arts (CEDAR) – centre de recherche en arts et culture de l’Institut National des Arts – dispose d’un orchestre expérimental, d’une troupe expérimentale de théâtre et de danse. Il publie semestriellement la Revue Maïsha, revue scientifique spécialisée dans le domaine de la culture et des arts.
L’I.N.A. organise une formation permanente sous forme de cours du soir pour l’apprentissage  des instruments de musique (la guitare, le piano, le violon, le saxophone…), des ateliers de théâtre (régie, mise en scène, jeu de l’acteur), de danse et de gestion culturelle (élaboration et gestion des projets notamment). L’INA dispose aussi d’un atelier de réparation des instruments de musique classique (piano, violon, saxophone, etc.)
Notre institution a remporté deux fois successivement le trophée du Festival International des Ecoles Supérieures d’Art Dramatique et il siège à la Ligue Africaine des Ecoles Supérieures d’Art Dramatique.
Actuellement, l’Institut Nationale des Arts pilote la Commission Nationale de Promotion de la Rumba Congolaise et la Commission Mixte RDC-Congo-Brazzaville pour la Rumba, celles-là même qui ont inscrit la Rumba Congolaise sur la Liste du Patrimoine Culturelle Immatérielle de l’Humanité à l’UNESCO.
L’INA a participé activement aux travaux de production des projets de lois sur la politique culturelle et le droit d’auteur en République Démocratique du Congo tout comme il est à la base de la production des anthologies de la musique congolaise moderne, avec la codification et la transcription des œuvres (mises sur partition).
La formation au profit des étudiants des pays frères africains est aussi notre préoccupation : il y en a qui sont déjà venus de l’Angola, du Cameroun, de Centrafrique et du Congo-Brazzaville. Pour le moment, avec la construction de son campus ultra-moderne avec l’appui du Gouvernement de la Chine, une toute nouvelle infrastructure qui compte en son sein auditoriums, salles de spectacle, studios d’enregistrement et centre d’hébergement, l’INA-Kinshasa est en mesure de renforcer et d’élargir sa vocation africaine.
A terme, l’Institut National des Arts vise la création d’une Université Panafricaine de la Culture et des Arts (avec un système bourses qui pourrait être étudié).
Dans le domaine de la musique par exemple, notamment en ce qui concerne la Rumba congolaise, les recherches de l’INA ont abouti à l’inscription de la Rumba congolaise sur la Liste représentative du patrimoine immatériel de l’humanité à l’UNESCO. Ces recherches ouvrent tout naturellement des opportunités pour les chercheurs de tous nos pays qui s’intéressent à la musique (pour ne citer que cet exemple). Ainsi, ces recherches, dans une perspective future et surtout avec la tenue de ces assises du Conseil Interuniversitaire de l’Afrique de l’Est, pourront s’ouvrir à cette sous-région, notamment au regard de l’audience de la Rumba congolaise dans les pays frères comme le Kenya, le Burundi, la Tanzanie et autres.
Dans le domaine théâtral, il convient d’évoquer les recherches portant sur la collecte des contes et des traditions orales africaines ou encore des rites en vue de leur dramatisation ou de leur archivage. Toutes ces recherches, de par leur intérêt croissant, sont appelées à s’ouvrir aux facultés des lettres des universités et des écoles supérieures de l’espace universitaire est-africain. Le croisement des regards entre chercheurs devrait être enrichissant à coup sûr.
Voilà donc autant de possibilités qui s’offrent avec l’Institut National des Arts de Kinshasa, au moment où il va inaugurer son campus ultra-moderne, en plein cœur de la capitale congolaise, un campus que nous vous invitons à découvrir si vous avez l’occasion de passer par Kinshasa.

## Historique
L'INA a été créé le 1er décembre 1967, d'abord appelé conservatoire national de musique et d'arts dramatiques. L'objectif était de découvrir les identités culturelles nationales à travers des patrimoines immatériels tels que la musique.
En septembre 2009, il a été signalé que le bâtiment qui abritait l'Institut avait été vendu à une société sud-africaine. Le ministère de l'Enseignement supérieur négociait avec les nouveaux propriétaires pour que l'institut reste dans le bâtiment. En février 2012, le ministre de l'Enseignement supérieur et des Universités, Léonard Mashako Mamba, a déclaré que le gouvernement céderait à l'Institut une partie du site de l'Institut de technologie agricole de Mombele. Le gouvernement construirait un campus avec des auditoriums, des maisons, un complexe sportif et des bureaux administratifs.
Jusqu'à récemment, le directeur général était le graphiste et peintre Lema Kusa. En mars 2012, le directeur général était Yoka Lye Mudaba. Il était chargé d'organiser pour les étudiants de l'institut l'hymne du 14e sommet de l'Organisation internationale de la Francophonie à Kinshasa ce mois-là. Les célébrations du 45e anniversaire ont eu lieu au centre culturel Le Zoo à Kinshasa en février 2012. Les festivités prévues comprenaient des conférences, des expositions, de la musique et des chorégraphies.

### Historique des directeurs généraux
| N° | Nom et prénoms  | Debut     | Fin  |
| -- | --------------- | --------- | ---- |
| 01 | Lema Kusa       |           | 2012 |
| 02 | Yoka Lye Mudaba | mars 2012 |      |
| 03 |                 |           |      |